# Provinces du Zimbabwe
Les provinces du Zimbabwe constituent la plus grande division territoriale et politique de la République du Zimbabwe. Le pays est divisé en huit provinces, auxquelles s'ajoutent deux villes qui ont le statut de province.  
Le Zimbabwe demeure un État unitaire, les provinces exercent donc les pouvoirs qui sont choisis d'être délégués par le pouvoir central. Chaque province est divisée en districts, qui sont au nombre de 59. 
Voici la liste des provinces et villes assimilées du Zimbabwe :
1. Bulawayo (ville)
2. Harare (ville)
3. Manicaland
4. Mashonaland central
5. Mashonaland oriental
6. Mashonaland occidental
7. Masvingo
8. Matabeleland septentrional
9. Matabeleland méridional
10. Midlands

## Liste détaillée
Le tableau suivant présente les caractéristiques des dix entités territoriales provinciales du Zimbabwe. 
| Nom                        | Ville     | Ville          | Fondation | Population (2012) | Superficie (km2) | Carte |
| Nom                        | Capitale  | Plus grande    | Fondation | Population (2012) | Superficie (km2) | Carte |
| -------------------------- | --------- | -------------- | --------- | ----------------- | ---------------- | ----- |
| Bulawayo                   | Bulawayo  | Bulawayo       | 1997      | 1 200 337         | 900              |       |
| Harare                     | Harare    | Harare         | 1997      | 2 123 132         | 872              |       |
| Manicaland                 | Mutare    | Mutare         | ?         | 1 752 698         | 36 459           |       |
| Mashonaland central        | Bindura   | Bindura        | 1983      | 1 152 520         | 28 347           |       |
| Mashonaland oriental       | Marondera | Marondera      | ?         | 1 344 955         | 12 444           |       |
| Mashonaland occidental     | Chinhoyi  | Kadoma         | 1983      | 1 501 656         | 57 441           |       |
| Masvingo                   | Masvingo  | Masvingo       | ?         | 1 485 090         | 56 566           |       |
| Matabeleland septentrional | Lupane    | Victoria Falls | 1973      | 749 017           | 75 025           |       |
| Matabeleland méridional    | Gwanda    | Beitbridge     | 1973      | 683 893           | 54 172           |       |
| Midlands                   | Gweru     | Gweru          | ?         | 1 614 941         | 49 166           |       |